# スコティッシュ・バレエ団

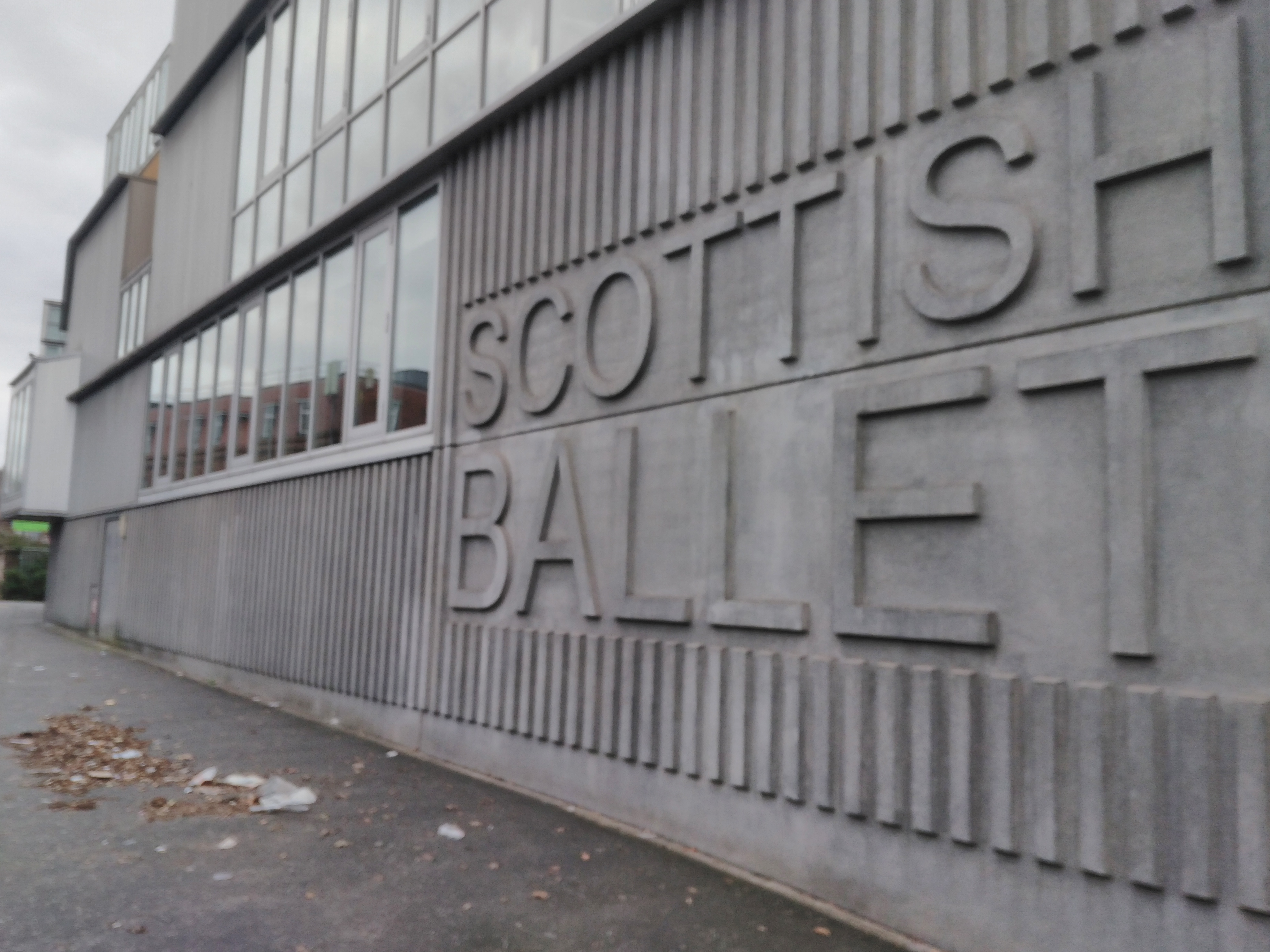
グラスゴーの本拠地の壁面にはSCOTTISH BALLETの字が彫り込まれている

スコティッシュ・バレエ団（Scottish Ballet）はスコットランドの国立バレエ団であり、ロイヤル・バレエ団、イングリッシュ・ナショナル・バレエ団、バーミンガム・ロイヤル・バレエ団、ノーザン・バレエ団と並ぶ英国の5大バレエ団の1つである。1969年に設立され、グラスゴーのシアター・ロイヤルと、2009年からはトラムウェイ・アート・センターにある専用のバレエ劇場に拠点を置いている。

## 歴史

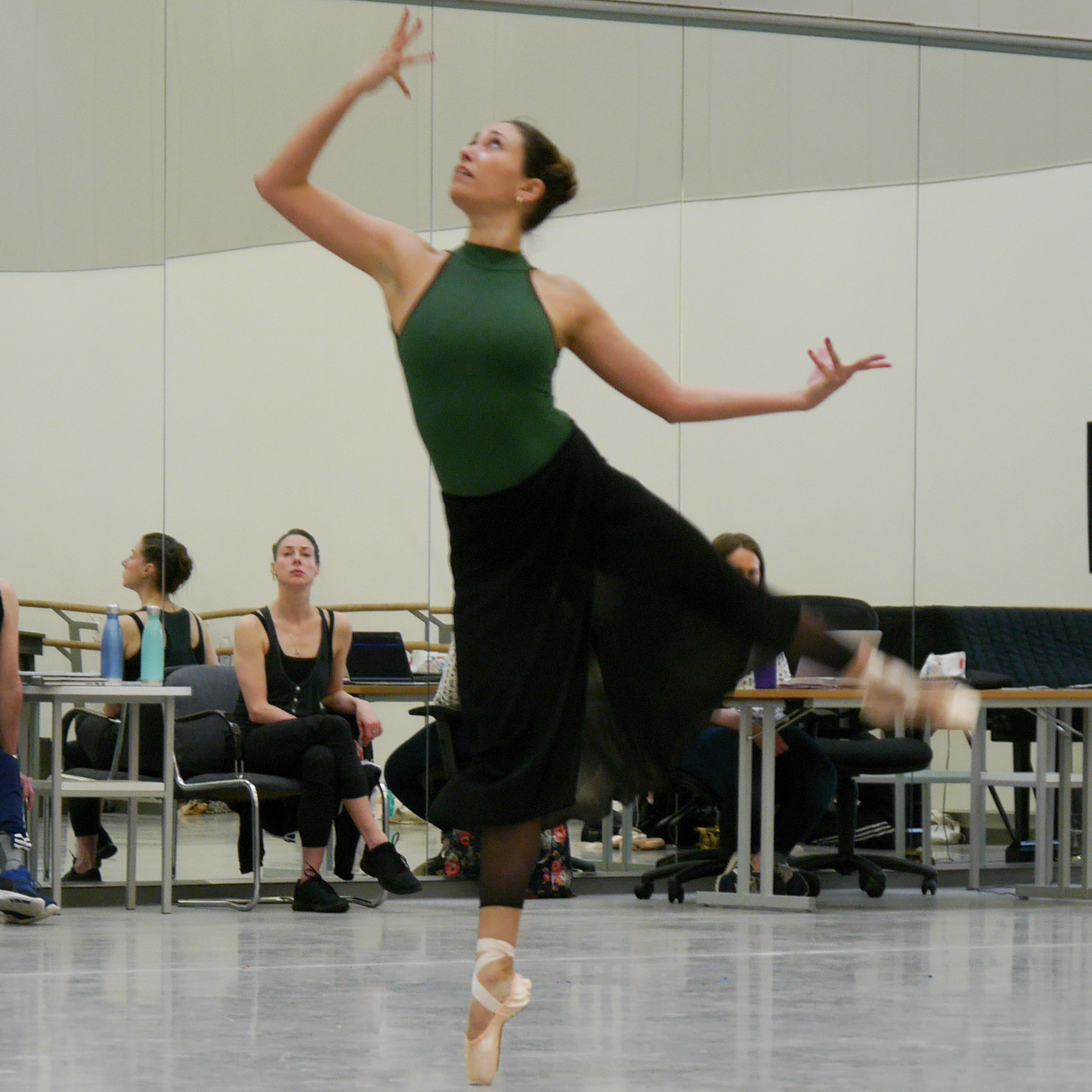
スコティッシュ・バレエ団は創立50周年を迎えた

1957年、ピーター・ダレルとエリザベス・ウェストがブリストルで結成したウエスタン・シアター・バレエ団が源流である。1969年にグラスゴーに移転してスコティッシュ・シアター・バレエ団に改称され、1974年にスコティッシュ・バレエ団となった。翌年、スコティッシュ・オペラがシアター・ロイヤルを購入してスコットランド初の国立オペラハウスとしたことにより、スコティッシュ・バレエ団もシアター・ロイヤルを本拠とすることになった。スコティッシュ・バレエ団は、強固なクラシック・バレエの技術を下敷きに、古典作品の改訂版や強い影響力を持つ20世紀のモダン・バレエ作品から現在活躍中の振付家の代表作や委嘱による新作など、幅広いレパートリーを持ってスコットランドだけでなく英国および海外で活躍している。スコティッシュ・バレエ団は、国立バレエ団としてアバディーン、エディンバラ、グラスゴー、インヴァネスなどスコットランドの大都市だけでなく、スコットランド中の劇場で公演を行っている。海外ツアーでは中国、香港、マレーシア、ポルトガル、アイルランドなどでも公演している。スコティッシュ・バレエ団は、2004年に演目の刷新とダイナミックなパフォーマンスが認められてTMA賞を受賞するなど、多数の賞を受賞している。現在芸術監督を務めるクリストファー・ハンプソンは、2012年から同職にある。
スコティッシュ・バレエ団はスコットランドの国立ダンス・カンパニーとして、世界レベルのダンス・パフォーマンスと教育プログラムを提供することを目的としており、プロダンサー36人、スタッフ41人の他、最大70人のフリーランスの演奏家からなるパートタイムのオーケストラを抱えている。
スコティッシュ・バレエ団は、あらゆる年齢・あらゆるレベルの子供や大人を対象とするダンスクラス群や教育イニシアチブの他、意欲的な若いダンサーに舞踊界でキャリアを積むためのトレーニングを施すアソシエイト・プログラムを提供している。また、王立スコットランド音楽院との間で、モダン・バレエの学士課程およびダンス・ピアニストとしての音楽学修士課程について密接に提携している。
スコティッシュ・バレエ団は、ヨーロッパで初めて視覚障害者向けのライブ音声ガイドを提供したダンス・カンパニーで、現在もスコットランド全土で定期的な音声ガイド付き公演プログラムを維持している。

## レパートリー
スコティッシュ・バレエ団は、古典作品の改訂版（『くるみ割り人形』や『シンデレラ』）、20世紀のモダン・バレエ（ジョージ・バランシン、フレデリック・アシュトン）、現在活躍中の振付家の代表作（ウィリアム・フォーサイス、ハンス・ファン・マネン、シボーン・デイヴィス）から委嘱による新作（デイヴィッド・ドーソン、ヘレン・ピケット、アナベル・ロペス・オチョア）まで、幅広いレパートリーを有する。

## 本拠地
2009年6月、スコティッシュ・バレエ団はグラスゴーのサウスサイドにある、トラムウェイ・アート・シアターに隣接する専用施設に移転した。

### 関連書籍
- Goodwin, Noël (1979). A Ballet for Scotland: the first ten years of the Scottish Ballet. Edinburgh: Canongate. ISBN 0-903937-88-3
- Smith, Graeme (2008). The Theatre Royal: Entertaining a Nation. Glasgow: Glasgow Publications. ISBN 978-0-9559420-0-6